# Arroyo Penco
El arroyo Penco es un curso natural de agua que fluye con dirección general poniente, cruza la ciudad puerto de Penco y desemboca en la bahía de Concepción.

## Historia
Luis Risopatrón lo describe en su Diccionario Jeográfico de Chile de 1924:: 650 
Penco (Arroyo de). 36° 44 ' 73° 00' Es de buena, agua, atraviesa la ciudad del mismo nombre de S E a N W i afluye a la parte S E de la bahía de Concepción. 1, vi, p. 270; i 155, p. 533.